# Vasco Faísca
Vasco Manuel V. Faísca Teixeira (ur. 27 sierpnia 1980 w Lizbonie) – portugalski piłkarz grający na pozycji obrońcy, a następnie trener.

## Kariera klubowa
Jako junior grał w portugalskim klubie Sporting CP. Tam także grał zawodowo w latach 1998–1999 nie rozgrywając jednak żadnego meczu. Po opuszczeniu Sportingu, Faísca przeszedł do włoskiego klubu Vicenza Calcio, w którym w latach 1999–2004 rozegrał 82 mecze, strzelając jedną bramkę.
W 2004–2005 rozegrał jeden sezon w Académica Coimbra. Razem w tym zespole wystąpił 32 razy, nie strzelając jednak żadnej bramki. W 2005 przeszedł do portugalskiego zespołu CF Os Belenenses, w którym do 2007 r. zagrał 24 spotkania, nie strzelając żadnej bramki. W sezonach 2007–2010 był zawodnikiem Padwy, w której rozegrał, aż 104 spotkania, odchodząc z klubu bez strzelenia żadnej bramki.
Od 2010 do 2013 był zawodnikiem włoskiego Ascoli. Grał też w FC Platanias (2013-2014), Materze (2014-2015), SC Maceratese 1922 (2015-2016) i Virtus Francavilla Calcio (2016-2017).

## Kariera reprezentacyjna
W latach 2001–2002 był zawodnikiem młodzieżowej reprezentacji Portugalii U-21. Faísca rozegrał tam 15 spotkań, nie strzelając żadnej bramki. Nigdy nie zagrał w reprezentacji.